# Buch (Vorarlberg)
Buch – gmina w Austrii, w kraju związkowym Vorarlberg, w powiecie Bregencja. Liczy 592 mieszkańców (1 stycznia 2015).